# Aristonikos
Aristonikos (łac. Aristonicus, gr. Ἀριστόνικος z ariston 'najlepszy' i 
nike 'zwycięstwo', ? – 128 p.n.e.) – przywódca powstania antyrzymskiego (tzw. powstanie Aristonikosa) w Azji Mniejszej, uzurpator na tronie władcy Pergamonu pod imieniem Eumenesa III.

## Życiorys

### Pochodzenie
Był synem z nieprawego łoża króla Pergamonu Eumenesa II i przyrodnim bratem Attalosa III Filometora, który, umierając w 133 p.n.e., przekazał w testamencie swe państwo Rzymowi.

### Wódz
Aristonikos sięgnął po władzę królewską, nie mając żadnych praw do dziedziczenia tronu. Nie został uznany ani przez Rzym, ani przez warstwy rządzące Pergamonu, nie uzyskał również poparcia greckich polis (w tym samej stolicy państwa, miasta Pergamon), obawiających się utraty wolności przyznanej im przez Attalosa III. Aristonikos: „...skierował się wówczas ku wnętrzu kraju i zebrał pośpiesznie mnóstwo ludzi biednych i niewolników przyciągniętych obietnicą wolności, nazwał ich heliopolitami" (Strabon „Hypomnemata historika” – "Zapiski historyczne", fragmenty). Na wezwanie Aristonikosa odpowiedzieli wszyscy, którzy mieli nadzieję na odmianę swego losu – biedni rzemieślnicy, uboga ludność wiejska, niewolnicy, a także liczący na łatwe łupy zwykli rabusie i awanturnicy z Pergamonu i innych terenów Azji Mniejszej. Powstańcy Aristonikosa chcieli wywalczyć sobie Heliopolis (gr. państwo Heliosa) – państwo sprawiedliwości, braterstwa i równości.

### Upadek
Początkowo Aristonikos odnosił duże sukcesy, opanował wiele miast w zachodniej części Azji Mniejszej, zdobył część Myzji i Lidii, zdobył także Kolofon i obległ Smyrnę. Nie zdołał zdobyć jednak samego Pergamonu, który obronił władca Pontu Mitrydates V Euergetes. Aristonikos zdołał opanować większość państwa w momencie przybycia komisji senackiej, mającej realizować postanowienia testamentu Attalosa III. Nowy władca Pergamonu zawładnął również flotą pergamońską i miał zdecydowaną przewagę na morzu. Jakkolwiek Rzymianie wezwali na pomoc sojuszników, królów Bitynii, Paflagonii i Kapadocji, nie zdołali oni jednak pokonać sił Aristonikosa, a walczący z nim władca Kapadocji Ariarates V został rozbity i poległ na polu bitwy. W 131 p.n.e. przybyła do Pergamonu regularna armia rzymski, którą dowodził konsul Publiusz Licyniusz Krassus. Wódz rzymski poniósł ciężką klęskę w bitwie między Myriną a Elają, dostał się do niewoli i zginął. Dopiero udzielona Rzymianom pomoc ze strony floty Efezu zmusiła Aristonikosa do cofnięcia się w głąb lądu. Wówczas Rzymianie przysłali następną, silną armię dowodzoną przez nowego konsula Marka Perpernę, która rozbiła oddziały rebeliantów w bitwie pod Stratonikają w 130 p.n.e.

### Kres życia
Aristonikosa, który schronił się w dobrze umocnionej Stratonikei, wzięto do niewoli po długotrwałym oblężeniu i wywieziony do Rzymu, gdzie został zabity (uduszony) w więzieniu.